# Papantla (kommun i Mexiko)
Papantla är en kommun i Mexiko.   Den ligger i delstaten Veracruz, i den sydöstra delen av landet, 220 km nordost om huvudstaden Mexico City.
Följande samhällen finns i Papantla:
- Papantla de Olarte
- Agua Dulce
- El Chote
- Fraccionamiento la Florida
- Residencial Tajín
- Polutla
- La Victoria
- Plan de Hidalgo
- Serafín Olarte
- San Lorenzo y Anexo
- Ignacio Allende
- Francisco Villa
- La Grandeza
- Guadalupe Victoria
- Reforma Escolín
- Francisco I. Madero
- Tlahuanapa
- Belisario Domínguez
- El Cabellal
- Mesa Chica la Gloria
- Colonia las Arboledas
- La Concha
- Plan del Palmar
- La Laguna
- José María Morelos
- Gildardo Muñoz
- El Cedral
- Llanos de San Lorenzo
- La Isla
- Donato Márquez Azuara
- Plan de los Mangos
- Cerro Blanco
- El Edén
- Rodolfo Curti
- San Gotardo
- Ojital Viejo
- Riva Palacio
- Primero de Mayo
- Zapotal Santa Cruz
- Augusto Gómez Villanueva
- Rancho Playa
- Mesa Chica Nueva
- Congregación Taracuán
- Benito Juárez
- Luis Salas García
- La Martinica
- Chijol
- Plan de Limón
- Pabanco
- San Antonio Carrizal
- Rancho Nuevo San José
- Paso de las Limas
- Vista Hermosa de Juárez
- Cazuelas
- Santa Rosa de Lima
- Arroyo Colorado
- Miguel Hidalgo
- Las Casitas
- Arroyo Grande Número Uno
- Adolfo López Mateos
- El Calvario
- San José de las Lajas
- Lindero Volador
- Luis Donaldo Colosio
- Solteros de Juan Rosas
- Heladio García Vázquez
- Veinte de Noviembre
- Arroyo Verde
- Jorge Serdán
- Manantial
- Vicente Guerrero
- Cerro de las Flores
- Ocotillar
- Vista Hermosa de Anaya
- Tres Naciones
- El Esfuerzo
- Tres Flores
- El Palmar
- La Cadena
- San Antonio Ojital
- Cruz Verde
- Venustiano Carranza
- Unión y Progreso Número Dos
- Crucero San Lorenzo Tajín
- San Juan
- Colonia las Américas
- Pípila
- El Brinco
- La Ceiba
- El Copal
- Cerro de Mozutla
- La Colonia
- El Mirador
- Arroyo de Cañas
- San Manuel
- Casa Blanca
- Pozo Uno
- Morelos
- Kilómetro Cuarenta y Dos